# Василько Микола Миколайович
Микола Миколайович Васи́лько,  Микола лицар фон Васи́лько (нім. Nikolaus Ritter von Wassilko; 21 березня 1868 с. Лукавці, Вижницький район, Чернівецька область — 2 серпня 1924, Бад-Райхенгалль, Баварія) —  український громадсько-політичний діяч, професійний дипломат, представник шляхетського роду з Буковини.

## Життєпис

### Родина
Народився в селі Слободзія-Комарівці, Герцогство Буковина, Австро-Угорська імперія, в родині зрумунізованого буковинця Ніколає рицаря (Ritter) фон Василька (4 жовтня 1837 — †1892) та його дружини Аглаї з баронського роду (нім «Freiin») фон Петріно-Арміс. Друга дружина батька була Євгенія Нойман (нім. Eugenia Naumann).
Був онуком Деметра (Дмитра) рицаря фон Василька (16 жовтня 1796 — †1856) і Смаранди фон Зотта (16 липня 1807 — 25 квітня 1878). Братом Деметра був Йордакі Василько рицар фон Серетські (4 березня 1795, Берегомет — 6 листопада 1861, Чернівці), один з ініціаторів відділення Буковини від Королівства Галіції та Лодомерії, якого кайзер Франц-Йозеф найвищою резолюцією від 14 липня 1855 титулував бароном (Freiherr) із правом передачі титулу у спадок. Син Йордакі Александру фрайгерр Василько фон Серетські (17 грудня 1827, Берегомет — 20 серпня 1893, Лопушна) був багатолітнім Маршалком Буковинського ландтаґу.
Микола одружувався двічі. У 1892 році — з Ольгою фон Гергелі (нім. Olga Gherghel, з якою мав чотирьох дітей: Гамількара (1894—1965), Віру (1896, Чернівці — 25 травня 1984, Фолкстон, графство Кент), Тетяну (1897—1977) і Надію (1899—1977). Після раптової смерті Ольги Микола одружився з Джеттою Вінклер (нім. Jetty Winkler) (псевдонім Ґерди Вальде), віденською шансонеткою єврейського походження, яка, як подейкували, була коханкою перського шаха.

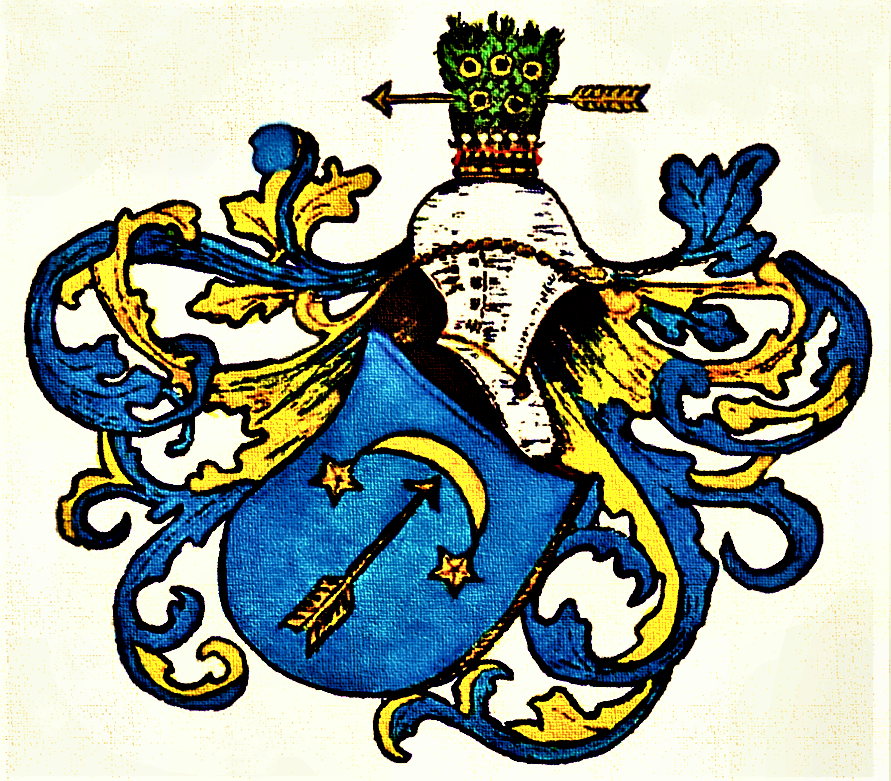
герб Васи́льків

Васи́льки були боярським буковинським родом руського походження, практично всі представники якого давно зволощилися (зрумунізувалися) ще в часи Молдавського князівства.
До 10 років Микола виховувався вдома під керівництвом матері в румунсько-німецькому дусі, а 1878 року батьки скерували його до Відня на навчання в престижному закритому навчальному закладі Терезіанум. Юний Микола Василько вже тоді завів знайомства з багатьма однолітками, які пізніше стали впливовими людьми у політиці Австро-Угорської імперії.
1887–1888 — на військовій службі в Чернівцях. За станом здоров'я переведений у запас. Після цього вступив на правничий факультет Чернівецького університету (закінчив у 1891).

### Громадсько-політична діяльність
Після закінчення навчання неодноразово обирався старостою Лукавців.
1890-ті рр. стали надзвичайно важливими з точки зору ідейної еволюції Василька. Поступово він зблизився з «українським табором». Згадати про своє українське коріння Миколу «змусив» Василь Волян, одружений з його рідною тіткою.
На початку політичної кар'єри, Микола Василько належав до табору «старорусинів-москвофілів». У 1893–1895 брав участь (разом з Омеляном Калужняцьким, Володимиром Филиповичем та ін.) у заснуванні політичного товариства «Народная Рада». Того ж року заснував «Православну руську читальню» в с. Лукавець.
1897 — заснував політичне товариство «Вижницько-Путиловська Рада».

### Посол Буковинського сейму
1898 — вперше обраний послом Буковинського крайового сейму (ІХ скликання). 16 грудня 1898 року склав присягу депутата українською мовою. Поступово усвідомивши всі небезпеки розбрату в «українському таборі», поставив собі мету — об'єднати всі українські партії, припинити протиріччя між ними.
1904 — знову обраний послом крайового сейму Х скликання від курії сільських громад (округ «Вижниця—Путила»).
У наступному (ХІ) скликанні вже як авторитетний політик організував у сеймі навколо себе депутатську групу Вільнодумний союз, яка об'єднала в собі представників практично всіх нерумунських національностей і стала реальною противагою «румунській фракції великих землевласників». Завдяки зусиллям «Вільнодумного союзу» вдалося кардинально змінити виборче законодавство, й провести 1910 року вибори до Буковинського сейму на засадах загального, прямого й таємного голосування, за принципом пропорційного представництва національних громад краю. Так чином було поламано румунську монополію у крайовому парламенті.
Був послом Буковинського сейму протягом 20 років (1898—1918).

### Посол Райхсрату

10 грудня 1899 — переміг у виборчому окрузі «Путила, Вижниця, Вашківці, Станівці, Кіцмань, Заставна» і став послом рейхсрату Цислейтанії від русинів Буковини замість свого померлого вуйка Василя Воляна.
Вже перший його виступ у парламенті засвідчив, що українці отримали талановитого політика. 1 травня 1900 року Микола Василько домовився з молодочехами, які поступилися йому чергою на виступ. Його промова була позначена ґрунтовністю і багатоплановістю. Він торкнувся низки важливих тем, як-от недостатнє фінансування громадських робіт у краї, бездіяльність товариства Крайової культури х].. Поряд з цим окремо наголосив:
|  | …Буковина є слав'янською землею…, ще в часи Володимира Великого входила до складу Київської Русі, а потім належала до Галицького князівства… і слав'янською повинна залишитись… |

Крім того, М. Василько порушив питання про розвиток освіти українською мовою і створення у Герцогстві Буковина українських гімназій, про засилля румунського елементу в управлінні Буковинською православною митрополією і необхідність скеровувати в українські села священиків, які володіють українською мовою, про зміни в митній політиці Австро-Угорщини, які би розширили можливості прикордонної торгівлі на Буковині, про необхідність організації судноплавства Дністром, про руйнівні наслідки суперництва двох українських партійних течій (народовців і москвофілів) тощо. Він зумів своїм виступом привернути увагу парламенту до проблем Буковини. Після його виступу впродовж кількох днів тривала дискусія, в якій взяли участь посли: барон Гурмузакі, др. Стефанович, Лупул. М. Василько навів їм переконливі арґументи. В одну мить він став популярним в австрійському парламенті як вправний оратор і розсудливий політик, який піклується поліпшенням економічного стану свого краю та забезпеченням національних прав українського народу в Австро-Угорщині.
У грудні 1900 відбулися нові вибори до парламенту. Українців Буковини представляли Микола Василько (вважався «старорусином-москофілом») і Єротей Пігуляк («народовець»). Через належність з Пігуляком до різних українських течій, М. Василько об'єднався з галицькими депутатами Юліаном Романчуком, Василем Яворським тощо, разом утворивши «Руський клуб», до якого увійшли багато народовців.
27 лютого 1902 під час обговорення в парламенті бюджету Микола Василько виступив зі знаменитою промовою, в якій найбільше піддав критиці кадрову політику віденського уряду за те, що він скеровував до Чернівців чиновників, які абсолютно не розумілися на місцевих справах і не хотіли перейматися місцевими проблемами. Про президента крайового суду Кляра, якого на Буковину прислали з Ґрацу, сказав:
|  | Не потребуємо президента суду, що сидить у християнсько-німецкому товаристві, п’є там пиво і “робить” там політику. Ми потребуємо президента суду, що турбував би ся нашим краєм, нашими відносинами судовими, котрий інтеліґенцію нашого краю притягав би, а не відтручав, як се тепер діє ся. |

Така різка критика призвела до того, що в Буковинському сеймі деякі політики спробували ізолювати Василька, не включивши його до жодної зі сеймових комісій. Це викликало сеймову кризу. Але розрахунки супротивників не справдилися. Його підтримали українські народовські депутати сейму, а сам Василько після цього перейшов із москвофільського в народовський табір. Таким чином, відтак М. Василько і Є. Пігуляк почали діяти в парламенті разом, підтримуючи тісні стосунки з галицькими депутатами.
Разом з Пігуляком вони подали декілька десятків різного роду інтерпеляцій, звернень, запитів до різних установ, в яких піднімалися болючі питання українства. Серед них, зокрема, запити «Про призначення прокурорських чиновників у Чернівцях, які не володіють українською мовою» від 3 травня 1901, «Про неприйняття українських студентів у Чернівецькому університеті» від 26 лютого 1902, «Про ставлення до українських учнів у Другій гімназії м. Чернівців» від 21 березня 1902 тощо. Чимало з цих звернень дали позитивний результат.
1907 — відбулися чергові вибори до рейхсрату за новим виборчим законодавством. Микола Василько був обраний від НДПБ за виборчим округом «Селятин-Путила-Вижниця». У парламенті, разом з іншими українськими депутатами від Буковини та Галичини, увійшов до створеного Українського клубу. Головною вимогою цього клубу стало створення української автономії в рамках Австро-Угорщини, до якої мали б увійти Східна Галичина, Північна Буковина і Закарпаття. Але 1909 року буковинські депутати вийшли з «Українського клубу», утворивши окремий Буковинський клуб на чолі з М.Васильком. Головна причина — розходження у поглядах на парламентську тактику. Галицькі депутати вважали, що потрібно проводити більш конфронтаційну політику, буковинські — вирішувати питання через компроміс. Але, попри тактичні розходження, в більшості парламентських питань українські депутати діяли спільно.
Значні зусилля тогочасних народовольців спрямовувалися на поборення москофільства. У цьому контексті особливого розголосу набув виступ М. Василька у Райхсраті 11 грудня 1909. Зокрема, він заявив:
|  | …на початок ХХ ст. москвофільство в Галичині і на Буковині вже майже щезло. Існували тільки рештки “старорусинів” – “альтрутенів”. Однак після революції в Росії та виборів 1907 р. в Австро-Угорщині москвофільство знову почало набирати сили через його підтримку з боку поляків в Галичині, румунів на Буковині та надходження російських рублів… |

При цьому промовець відзначив особливу роль депутата російської Державної Думи В. Бобринського в інспіруванні москвофільського руху і закликав владу розпочати енергійну боротьбу проти цієї течії.
1911 — було проведено останні вибори до райхсрату. Вкотре послом до парламенту обрали Миколу Василька. На тих виборах українські сили отримали значну перевагу на всіх етнічних землях. 16 липня 1911 всі українські посли з Галичини і Буковини зібралися на нараду, на якій заснували Український парламентський союз. Головою його став К.Левицький, а заступником — М.Василько.
У час своєї останньої каденції як посла Райхсрату Василько традиційно займав активну (водночас помірковану позицію). Завдяки його особистим зв'язкам та аудієнції у Цісаря вдалося добитися позитивних рішень у двох принципових питаннях того часу — українського університету у Львові та зміни виборчого законодавства до Галицького сейму.
Загалом Микола Василько був послом до австрійського парламенту протягом 19 років (1899—1918).

### Перша світова війна

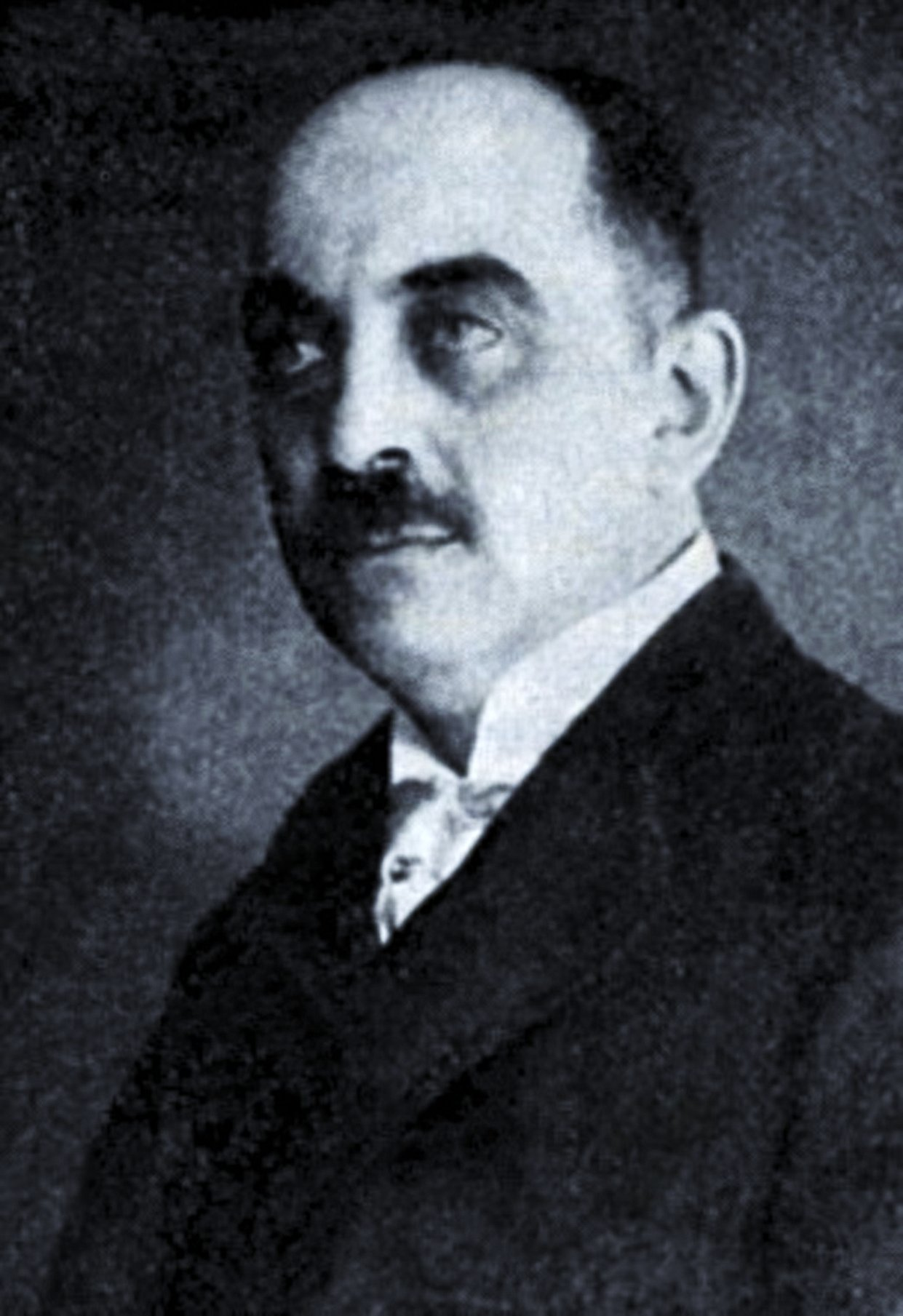
Микола Василько, 1922 р.

Микола Василько завжди був прихильником вирішення «українського питання» спільно з Австрією. У зв'язку з цим брав активну участь в роботі над проектом австрійського ерцгерцога Франца Фердинанда щодо реформування адміністративно-територіального поділу імперії, який передбачав створення Сполучених Штатів Великої Австрії. За задумом, всі етнічні землі українців повинні були сформувати окрему територіальну автономію — «Східна Галичина» або «Галицьке королівство».
Ще 20 червня 1907 депутат Василько з парламентської трибуни заявив таке:
|  | Ми прагнемо об'єднати всі землі колишнього руського Галицького князівства, й утворити окрему провінцію Австро-Угорщини |

Але архікнязя 28 червня 1914 вбили, й почалася Перша світова війна.
Під час війни М.Василько став одним із співзасновників і членом Головної Української Ради (1914) і Загальної Української Ради (1915). З 30 квітня 1915 він був заступником голови ЗУРади. Був одним з організаторів Гуцульсько-Буковинського Легіону, першим командантом якого був його троюрідний брат Стефан Василько, і який у 1915–1916 брав участь у бойових діях у складі австро-угорських військ.
5 грудня 1916 — очолив новостворену організацію «Союз українських парламентських і сеймових депутатів Буковини».

### Дипломатична діяльність

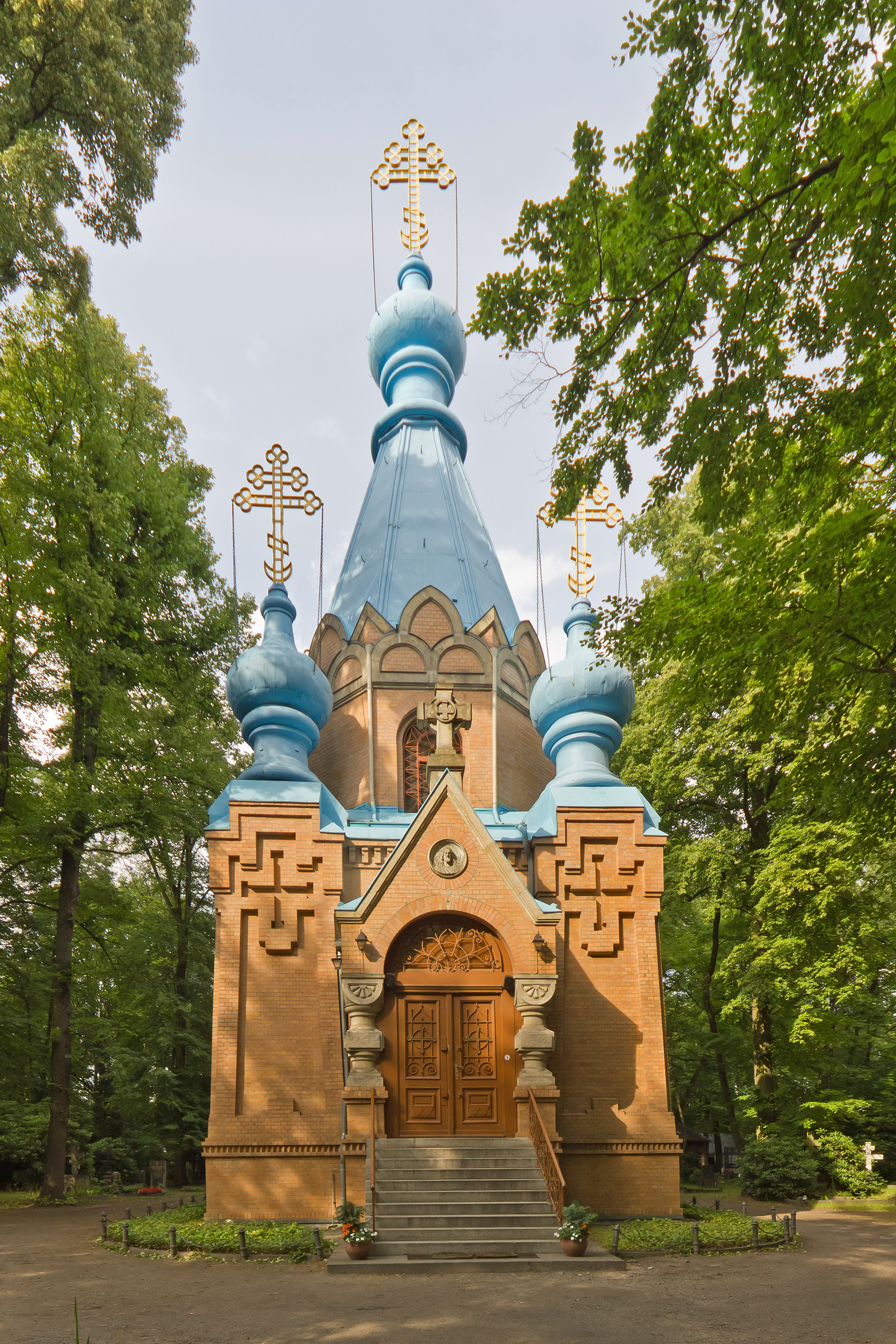
Церква Святих Костянтина та Олени (Тегель)

Ще на кінець Першої світової війни залишався прихильником так званої «австроконцепції вирішення українського питання» у складі імперії Габсбурґів, яка передбачала в разі перемоги країн Четверного союзу відновлення Галицько-Волинської держави як національно-автономного краю. Завдяки своїм зв'язкам з австрійськими дипломатами, він сприяв виробленню вигідних для України умов Берестейського миру, а також укладанню таємного договору про виділення Східної Галичини в окремий коронний край. Був присутній на переговорах в Бересті.

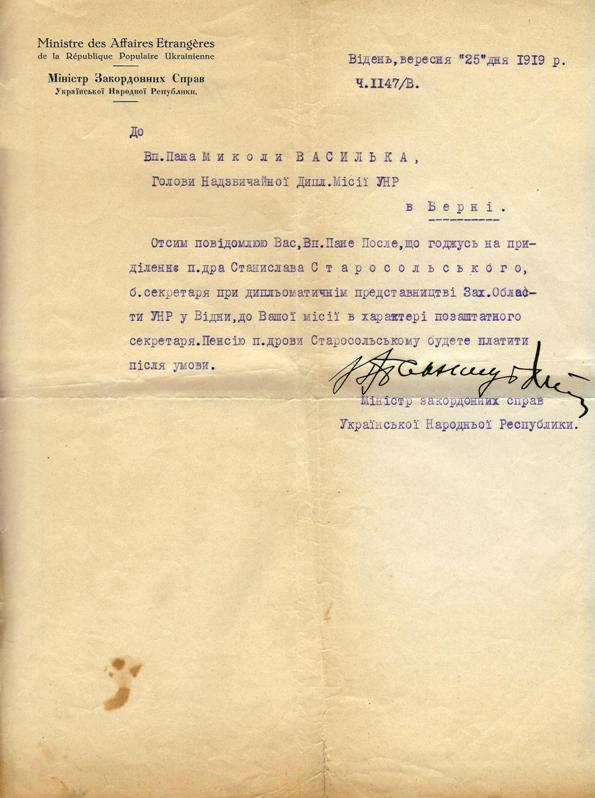
Лист Станіслава Старосольського — старшого секретаря Дипломатичної Місії Української Народної Республіки в Швейцарії, до Миколи Василька.

Відомо, що під час переговорів у Брест-Литовську 1918 М.Василько справляв чималий вплив на керівника австрійської делегації графа Оттокара Черніна, який 6 лютого 1918 записав у своєму щоденнику таке:
|  | Ввечері приїхали в Брест. Візнер відмінно і без утоми працював; становище стало більш зрозумілим ще й тому, що вчора приїхав лідер австрійських русинів, Микола Василько. І хоча він, мабуть, захоплений тією роллю, яку тепер грають у Бресті його російсько-українські товариші, висловлюється тут більш національно-шовіністично, ніж раніш у Відні, нам всеж-таки вдалося остаточно з’ясувати мінімум українських вимог. |

Усвідомивши неминучість краху Габсбурзької монархії, М.Василько сконцентрувався на роботі з формування незалежної Української держави. З жовтня 1918 був активним учасником Української Національної Ради.
Координував роботу зі створення Українського крайового комітету Буковини, організацію проведення Буковинського віча в Чернівцях.
Після проголошення ЗУНР був її першим дипломатичним представником у Відні.
Після окупації Румунським королівством всієї території Буковини докладав зусиль через дипломатичні канали для організації тиску на румунський уряд.
Наприкінці 1919, після приходу до влади Директорії УНР, був призначений послом УНР у Швейцарії в ранзі міністра. Обіймав цю посаду до серпня 1923, після чого був переведений послом до Німецької держави.
На початку 1920-их захворів на важку форму бронхіальної астми. Помер 2 серпня 1924 в курортному містечку Бад-Райхенгалль (Баварія). Похований на православному цвинтарі в районі Тегель міста Берлін.

## Оцінки діяльності
Оцінки діяльності Миколи Василька є неоднозначними.
Надзвичайно подібними є оцінки російських та румунських кіл. Певні кола в Румунії називають його ренегатом. Зокрема румунський історик Теодор Балан (1885—1972) писав про М.Василька: «Він був інтриґаном і опортуністом, сумом політичного життя Буковини».
В окремих російських колах також переважають негативні оцінки. Визначають М.Василька як «українізатора» Буковини та буковинських русинів, русофоба, ледь не «австрійського прихвостня».
Водночас Микола Василько був особистістю свого часу. В силу своїх можливостей намагався допомогти русинам (українцям) Буковини. Насправді не приймав чиюсь сторону в конфлікті, а тим більше не переходив на сторону «ворога», а намагався відстояти рівні права всіх національностей поліетнічного регіону.
За свою діяльність заслужив немало добрих слів від представників тогочасної політичної еліти Буковини, зокрема, союзників по Вільнодумному союзу в Буковинському крайовому сеймі: Бенно Штраухера та Аурела Ончула.

## Галерея

Микола Василько, 1914 р.
Микола Василько
Микола Василько на призидії УЗР
Микола Василько у Брест-Литовську (в центрі)
Микола Василько в Будапешті
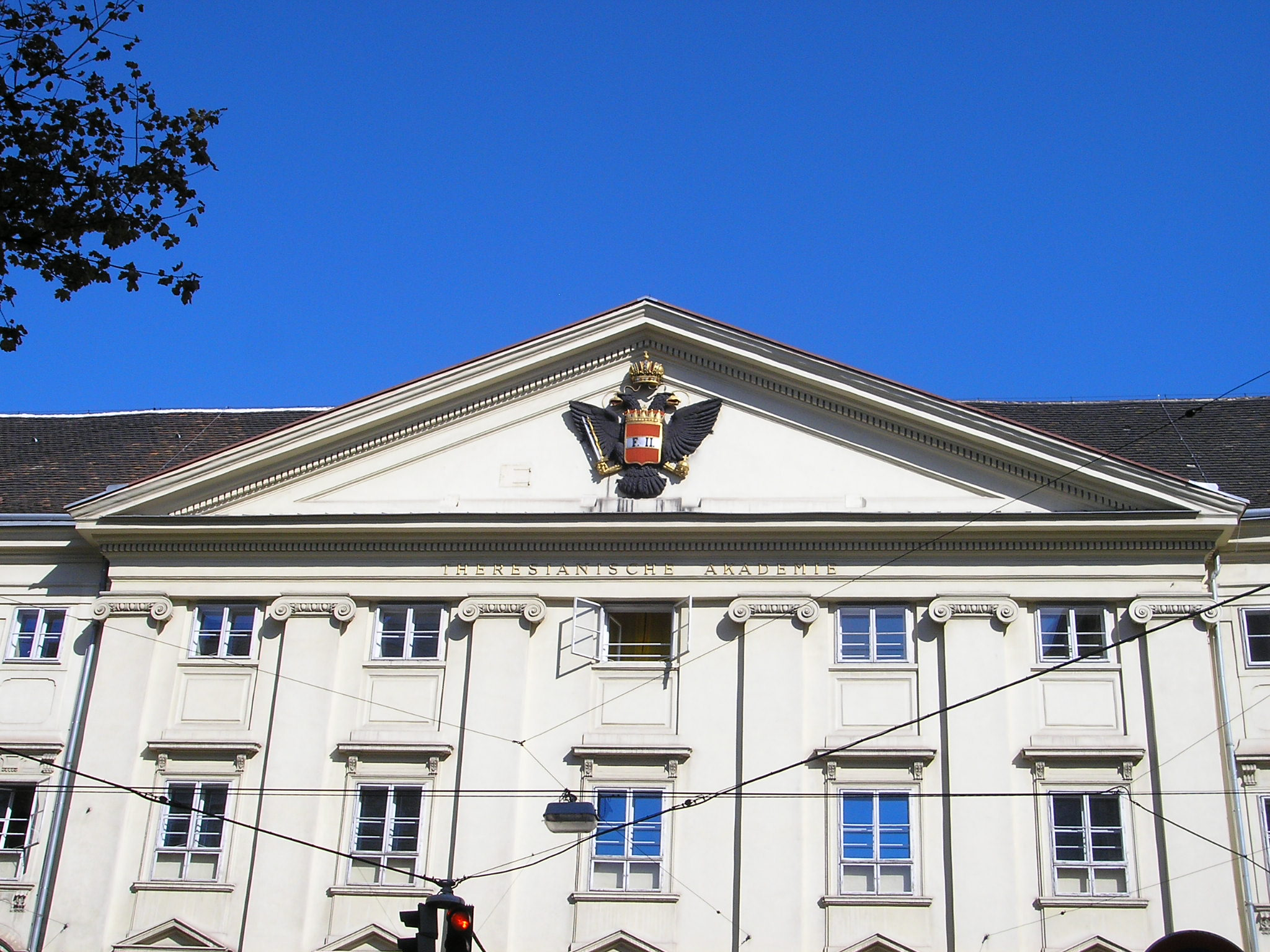
Терезіанум, м.Відень
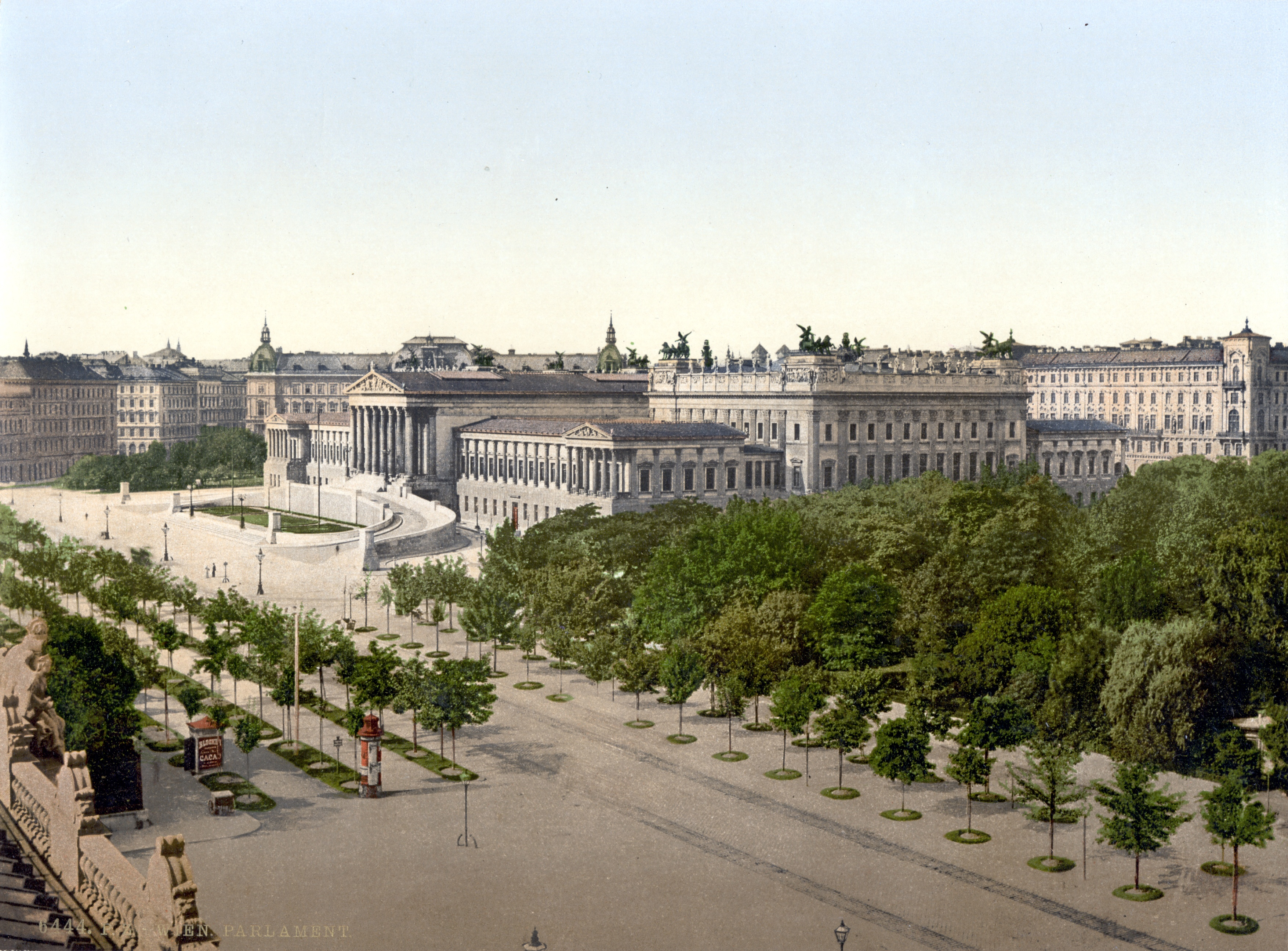
Рейхсрат Австрійської імперії (Цислейтанії), м. Відень